# Neal Fredericks
Neal Leslie Fredericks (24 lipca 1969, Newport Beach, Kalifornia – 14 sierpnia 2004, Florida Keys) – amerykański operator filmowy, pracujący głównie przy produkcjach niezależnych. Był kamerzystą przy kręceniu zdjęć do serialu Gun w 1997 roku (producentem serialu i reżyserem jednego z odcinków był Robert Altman, a jedną z głównych ról zagrał James Gandolfini), pracował też jako asystent operatora. Jako główny operator zasłynął zdjęciami do niskobudżetowego horroru The Blair Witch Project z roku 1999. Zdjęcia w tym filmie były kręcone z pierwszej ręki, dzięki czemu uzyskano większy realizm, a sam film sprawia wrażenie filmu dokumentalnego a nie horroru.
Fredericks zginął w wypadku lotniczym podczas kręcenia zdjęć do niezależnej produkcji Cross Bones na Florydzie.